# Громыко, Евгений Васильевич
Евгений Васильевич Громыко (род. 22 декабря 1962) — российский политик, член Совета Федерации (2014—2015).

## Биография
В 1985 году окончил Кубанский сельскохозяйственный институт по специальности «ветеринарный врач», в 2011 году защитил в Саратовском государственном аграрном университете диссертацию на соискание учёной степени кандидата ветеринарных наук.
В 1985 году начал работать ветеринаром на животноводческом комплексе «Выселковский», в 1989 году избран в состав Выселковского районного комитета ВЛКСМ, который возглавлял Александр Ткачёв, а также был назначен начальником отдела сбыта Выселковского межхозяйственного комбикормового завода (его директором был Николай Ткачёв, а с 1990 года — его сын, Александр Ткачёв). В 1993 году завод вместе с другими предприятиями края вошёл в акционерное общество «Агрокомплекс», и Громыко работал там до 2001 года, занимая в том числе должность заместителя директора.
С 2001 года — генеральный директор департамента регионального продовольствия Краснодарского края и советник главы администрации Краснодарского края. В 2002—2004 годах занимал должность полномочного представителя администрации Краснодарского края по торгово-экономическому сотрудничеству, затем работал первым заместителем генерального директора Кубанского продовольственного фонда. В 2005 году назначен заместителем генерального директора по стратегическим вопросам предприятия «Управляющая компания Кубаньсвинпром», в 2009—2011 годах занимал должность заместителя губернатора Краснодарского края Александра Ткачёва.
С 2012 по 2015 год — президент Агропромышленного союза Кубани.
В 2012—2014 годах являлся депутатом Законодательного собрания Краснодарского края, был избран заместителем председателя.
22 января 2014 года депутаты Заксобрания подавляющим большинством в 70 голосов против 16 проголосовали за наделение Евгения Громыко полномочиями члена Совета Федерации — представителя законодательного органа государственной власти (накануне его кандидатуру выдвинула фракция «Единой России»).
23 июля 2015 года назначен первым заместителем министра сельского хозяйства Российской Федерации Александра Ткачёва.
30 сентября 2015 года постановлением № 381-СФ Совет Федерации прекратил с 23 июля 2015 года полномочия члена Совета Федерации Е. В. Громыко.
В июне 2018 года освобождён от должности заместителя министра сельского хозяйства по собственному желанию.

## Награды
- Почётная грамота Совета Министров Республики Беларусь (9 декабря 2014 года) — за значительный личный вклад в развитие и укрепление торгово-экономических, научно-технических, культурных и других связей между Республикой Беларусь и Краснодарским краем Российской Федерации[8].